# Gem Theater

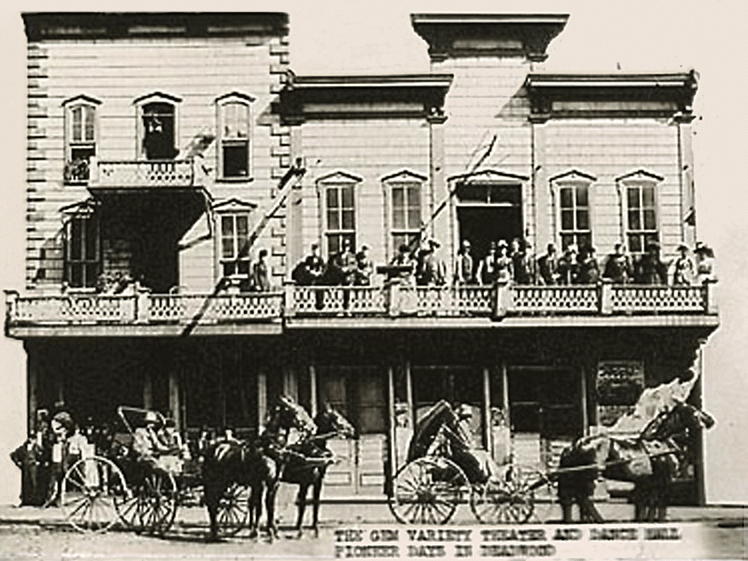
Gem Theater omstreeks 1878; de man in de wagen links is vermoedelijk Swearengen

Het Gem Theater (of Gem Variety Theater, kortweg The Gem) was een saloon aan Main Street in Deadwood (South Dakota), eigendom van Al Swearengen. Het was een kruising tussen een kroeg, een bordeel, een theater en een casino.
In 1876 streek Swearengen neer in Deadwood, dat kort daarvoor dankzij de goudkoorts was ontstaan als nederzetting voor goudzoekers. Swearengen was een van de eerste inwoners van Deadwood die geen mijnbouwer of goudzoekende geoloog was, maar wilde profiteren van de goudzoekers. Hij bouwde een kleine saloon, de Cricket Saloon, waar hij ter vermaak gevechten organiseerde. Binnen een jaar had Swearengen genoeg verdiend om op 7 april 1877 het veel grotere Gem Theater te openen. Hier organiseerde hij weer vechtwedstrijden, maar ook andere vormen van vermaak. Daarnaast fungeerde de Gem als bordeel. Swearengen verdiende vaak vijfduizend dollar per nacht aan het Gem Theater, voor die tijd een astronomisch bedrag.
In het voorgedeelte van het gebouw was een bar en een theatergedeelte; achterin waren ruimtes voor de prostituees. De dagelijkse gang van zaken werd geleid door Dan Doherty en Johnny Burns, die de prostituees net als Swearengen hard aanpakten. Het kwam vaak voor dat er gevechten ontstonden in het Gem Theater, niet zelden met dodelijke afloop.
In juni 1879 werd het gebouw licht door brand getroffen, maar de schade kon snel worden hersteld. Op 26 september 1879 brandde het Gem Theater samen met een groot deel van Deadwood af, maar Swearengen bouwde het opnieuw en nu groter dan voorheen. Toen het gebouw in 1899 opnieuw afbrandde, verliet Swearengen Deadwood. Hoewel The Gem tijdens zijn bestaan zeer populair was, werd het snel na de brand door de inwoners van Deadwood als schande voor de plaats beschouwd. Op de voormalige locatie van het gebouw bevindt zich nu een parkeerplaats.
Het Gem Theater is een van de hoofdlocaties van de televisieserie Deadwood.